# Plagiochila lastii
Plagiochila lastii là một loài rêu trong họ Plagiochilaceae. Loài này được Mitt. mô tả khoa học đầu tiên.
Danh pháp khoa học của loài này chưa được làm sáng tỏ. 